# 阿比斯库国家公园
阿比斯庫國家公園（瑞典語：Abisko nationalpark）是瑞典的一個國家公園，位於北博滕省，成立於1909年，靠近挪威的國境。阿比斯庫國家公園的面積77 km2（30 sq mi）。阿比斯庫國家公園內有科學考察站，也是北極圈觀光的據點之一。

## 外部連結
- 阿比斯库国家公园 （页面存档备份，存于）（瑞典文、英文、日文）
- 阿比斯库动物群
- 阿比斯庫科研站
- 阿比斯库国家公园照片
- 阿比斯库国家公园照片向导 （页面存档备份，存于）